# K-573 Novosibirsk
Novosibirsk (rusko Новосибирск) je jedrska podmornica z manevrirnimi raketami razreda Jasen-M Ruske vojne mornarice. Poimenovana je po Novosibirsku. Njen gredelj je bil položen 26. julija 2013, splavljena je bila 25. decembra 2019, v uporabo pa je bila predana 21. decembra 2021. Projekt je razvil konstruktorski biro Malahit, glavni konstruktor pa je bil Vladimir Nikolajevič Pjalov. Je druga podmornica nadgrajenega razreda Jasen-M in je del 10. divizije podmornic Tihooceanske flote v Viljučinsku.
Novosibirsk in ostale podmornice razreda Jasen-M se znatno razlikujejo od prve podmornice razreda, Severodvinsk. So okrog 9 m krajše in so opremljene z novim jedrskim reaktorjem, KTP-6 (tudi KTP-6-185SP). KTP-6 uporablja izboljšan sistem hlajenja, saj primarni krog uporablja tehnologijo naravnega kroženja hladilne tekočine skozi sredico reaktorja in ne potrebuje glavnih obtočnih črpalk. Te so en glavnih virov hrupa na jedrski podmornici. Ameriška vojna mornarica je tehnologijo naravnega kroženja hladilne tekočine začela uporabljati že v 1980-ih letih z razredom Ohio. Poleg tega so cevi primarnega hladilnega kroga v samem bloku reaktorja (monobločni dizajn), kar bistveno zmanjša verjetnost nesreč in izpostavljenosti sevanju za posadko. Sredica reaktorja bo imela življenjsko dobo 25–30 let in ne bo potrebovala menjave goriva. Razred Jasen-M prav tako nosi nov sonarski sistem, ki ni več sferičen, ampak valjast.
29. septembra 2022 je podmornica prispela v Viljučinsk.